# ウルバヌス7世 (ローマ教皇)
ウルバヌス7世（Urbanus VII, 1521年8月4日 - 1590年9月27日）は、ローマ教皇（在位：1590年9月15日 - 9月27日）。わずか13日の在位期間は、歴代教皇の中で最短である。本名はジョヴァンニ・バッティスタ・カスターニャ（Giovanni Battista Castagna）。
ジェノヴァ出身の一族の出だったが、本人はローマ生まれである。ボローニャの使節や ロッサーノの司教を経て、スペインでの教皇使節を長く務めた。シクストゥス5世の後継者として、スペイン系枢機卿たちの後押しで1590年9月15日に教皇に選出された。しかし、選出されたコンクラーベの最中に閉鎖空間にてマラリアが蔓延した。彼もまた罹患し、高齢であったことも災いして選出から2週間もたたず病没した。教皇着座式も行われておらず、在位の最短記録となった。